# サン・グレゴーリオ・マーニョ
サン・グレゴーリオ・マーニョ（伊: San Gregorio Magno）は、イタリア共和国カンパニア州サレルノ県にある、人口約4,200人の基礎自治体（コムーネ）。

## 地理

### 位置・広がり

#### 隣接コムーネ
隣接するコムーネは以下の通り。括弧内のPZはポテンツァ県所属を示す。
- ブッチーノ
- コッリアーノ
- ムーロ・ルカーノ (PZ)
- リチリアーノ
- ロマニャーノ・アル・モンテ

## 行政

### 分離集落
サン・グレゴーリオ・マーニョには、以下の分離集落（フラツィオーネ）がある。
- Filette, Forluso, Lavanghe, Teglie, Stritto